# Bios (Tazenda)
Bios (sottotitolato Live in Ziqqurat) è un album dal vivo dei Tazenda, pubblicato nel 2001.

## Il disco
Registrato in presa diretta, nell'album figurano le canzoni più rappresentative del gruppo fino ad allora; orfani di Andrea Parodi, che ha lasciato il gruppo nel 1997, Marielli e Camedda si alterneranno alla voce su queste canzoni con l'aggiunta di una voce femminile, quella di Claudia Crabuzza, che servirà per colmare il vuoto vocale in alcune delle parti nelle quali cantava Parodi.

## Tracce
Testi e musiche di Gino Marielli, eccetto dove indicato.
1. Limba – 5:20
2. Disamparados – 6:17
3. Sa festa – 4:15
4. Pitzinnos in sa gherra – 4:16 (testo: Marielli, De André – musica: Marielli)
5. Preghiera semplice – 6:00
6. Carrasecare – 5:36 (Marras, Marielli)
7. Sa mama 'e su Sole – 5:00
8. Mamojada – 5:30
9. Non la giamedas Maria – 5:23
10. Nanneddu meu – 4:41 (testo: Mereu)
11. Il popolo rock – 6:34
12. No potho reposare – 4:21 (testo: Sini, Rachel)

## Formazione
Tazenda
- Gigi Camedda – tastiera, voce
- Gino Marielli – chitarra, voce

Altri musicisti
- Claudia Crabuzza – voce
- Gianluca Gadau – chitarra, cori
- Fabio Manconi – tastiera, fisarmonica diatonica, cori
- Giancarlo Longoni – basso
- Paolo Zuddas – batteria